# Mas-Saintes-Puelles
 Mas-Saintes-Puelles  es una población y comuna francesa, en la región de Languedoc-Rosellón, departamento de Aude, en el distrito de Carcasona y cantón de Castelnaudary-Sud.

## Demografía
| 711 | 682 | 617 | 640 | 720 | 805 |
| Para los censos de 1962 a 1999 la población legal corresponde a la población sin duplicidades (Fuente: INSEE [Consultar]) |     |     |     |     |     |